# Dave Whistle
David „Dave“ Whistle (* 27. Januar 1966 in Thunder Bay, Ontario) ist ein ehemaliger kanadisch-britischer Eishockeyspieler und derzeitiger -trainer, der hauptsächlich in Großbritannien aktiv war. Im Jahr 2013 wurde er in die British Ice Hockey Hall of Fame aufgenommen.

## Karriere

### Als Spieler
Von 1983 bis 1987 war Dave Whistle in den drei Ligen der Canadian Hockey League für vier verschiedene Mannschaften aktiv. Nach einem Studium an der Brandon University, für deren Eishockeyteam er von 1987 bis 1991 am Spielbetrieb der Canadian Interuniversity Athletics Union (CIAU) teilnahm, setzte er seine Karriere ab 1991 in der British Hockey League fort. In fünf Jahren war der Mittelstürmer für fünf Teams sowohl in der Premier Division als auch in der Division One aktiv und gehörte zu den besten Scorern der Liga. 1996 blieb er auch nach dem Wechsel der Bracknell Bees in die Ice Hockey Superleague (ISL) in der Mannschaft. Nach zwei weiteren Jahren beendete Whistle seine Spielerkarriere. Während seiner Zeit in Bracknell war er auch Kapitän.

### Als Trainer
Nach dem Ende seiner Spielerkarriere wechselte Whistle bei den Bracknell Bees auf die Trainerbank und führte diese in seinem zweiten Jahr als Headcoach zur Meisterschaft der ISL. Im Jahr 2000 nahm er als Co-Trainer der britischen Nationalmannschaft an mehreren Turnieren teil. Von 2000 bis 2003 trainierte er die Belfast Giants, die ebenfalls im zweiten Jahr ISL-Meister wurden. In der Saison 2002/03 gewann das Team den Titel des Britischen Meisters.
Im Jahr 2003 nahmen die Iserlohn Roosters Whistle als Nachfolger für Greg Poss unter Vertrag. Nach einem schlechten Start und Kritik an seiner Trainingsarbeit und dem Umgang mit der Mannschaft wurde er nach neun Spielen entlassen. Daraufhin übernahm er die Cardiff Devils. In der Saison 2005/06 ersetzte er Paul Heavey bei den Sheffield Steelers.
2006 kehrte Whistle nach Kanada zurück und trainierte bis 2008 das Junioren-Team Alberni Valley Bulldogs aus der British Columbia Hockey League (BCHL). Anschließend war er für weitere Nachwuchsmannschaften verantwortlich. Zweimal war er auch noch in Großbritannien tätig: In der Spielzeit 2013/14 verpflichteten ihn die Cardiff Devils für die Schlussphase der Saison. Im Jahr 2021 wurde er zum Trainer und Sportdirektor der Leeds Knights aus der National Ice Hockey League (NIHL) ernannt, bis sein Vertrag im Januar 2022 in gegenseitigem Einvernehmen aufgelöst wurde. Ab Februar 2022 war er als Cheftrainer der Nottingham Panthers tätig.

## Erfolge und Auszeichnungen
- 2000 Meister der Ice Hockey Superleague mit den Bracknell Bees (als Trainer)
- 2002 Meister der Ice Hockey Superleague mit den Belfast Giants (als Trainer)
- 2003 Britischer Meister mit den Belfast Giants (als Trainer)
- 2013 Aufnahme in die British Ice Hockey Hall of Fame

## Karrierestatistik

### Als Spieler
(Legende zur Spielerstatistik: Sp oder GP = absolvierte Spiele; T oder G = erzielte Tore; V oder A = erzielte Assists; Pkt oder Pts = erzielte Scorerpunkte; SM oder PIM = erhaltene Strafminuten; +/− = Plus/Minus-Bilanz; PP = erzielte Überzahltore; SH = erzielte Unterzahltore; GW = erzielte Siegtore; 1 Play-downs/Relegation; Kursiv: Statistik nicht vollständig)

## Familie
Dave Whistle ist der Bruder des Eishockeyspielers Rob Whistle, der in den 1980er Jahren unter anderem 55 Spiele für die New York Rangers und St. Louis Blues in der National Hockey League (NHL) absolvierte. Außerdem ist er der Vater des Eishockeytorwarts Jackson Whistle und des Stürmers Brandon Whistle, die beide in der Elite Ice Hockey League (EIHL) aktiv sind.